# チームG 3rd Stage「雙面偶像」
GNZ48 チームG 3rd Stage「雙面偶像」公演は、GNZ48チームGの3rd公演である。GNZ48チームGの初のオリジナル公演。

## 公演内容

### 曲目
本編
1. overture
（作曲・編曲：尾澤拓実）
全GNZ48公演共通である。
2. Hot 了 Day
（Hot 了 Day，作詞：唐紹崴、作曲：唐紹崴、編曲：黄冠倫/唐紹崴）
3. 初夏の恋
（初夏之恋，作詞：呂孝延、作曲：呂孝延、編曲：呂孝延）
4. Fly
（Fly，作詞：唐紹崴、作曲：唐紹崴、編曲：唐紹崴）
5. 旋回場
（回旋处，作詞：Mayu Huang/黄楓宜、作曲：Steve Wu/金源奕/朴志娟、編曲：Steve Wu/金源奕）
6. 夢のカフェ
（梦想咖啡厅，作詞：Mayu Huang/黄楓宜、作曲：7key-Once、編曲：7key-Once）
7. 9 to 9
（9 to 9，作詞：田納、作曲：金源奕/Hanif Sabzervari/Dennis Kordnejad/Pontus Ljung、編曲：Hanif Sabzevari/Dennis Kordnejad/Pontus Ljung）
8. Mc Queen
（Mc Queen，作詞：高源婧/田納、作曲：金源奕/朴志娟、編曲：金源奕）
9. 雙面偶像
（双面偶像，作詞：田納、作曲：金源奕、編曲：金源奕）
10. メデューサの優しさは
（美杜莎的温柔，作詞：VERA、作曲：呂孝延、編曲：呂孝延）
11. I'm not your girl
（I'm not your girl，作詞：廖芸珮、作曲：Erik Lewander/Ylva Dimberg、編曲：Erik Lewander）
12. I wanna be your girl
（I wanna be your girl，作詞：唐紹崴/呂孝延、作曲：唐紹崴、編曲：唐紹崴）
13. 突き心
（扎心，作詞：VERA、作曲：呂孝延、編曲：郭偉聰）
14. 遠くの愛は
（遥远的爱，作詞：田納、作曲：金源奕/朴志娟、編曲：金源奕）

アンコール
1. 合理的に暴走して
（合理失控，作詞：陳又寧、作曲：Aaron.H/草木力、編曲：黄冠倫）
2. Gravity
（Gravit，作詞：甘世佳、作曲：Måns Ek/Erik Sahlén/Hanif Sabzevari、編曲：Måns Ek/Hanif Sabzevari）
3. Winkend
（Winkend，作詞：Mayu Huang/黄楓宜、作曲：7key-Once、編曲：7key-Once）

## GNZ48 チームG 3rd Stage「雙面偶像」公演
公演期間
2017年8月11日 -
出演メンバー
高源婧・張凱祺・羅寒月・謝蕾蕾・陳雨琪・黄黎蓉・張瓊予・朱怡欣・梁可・曾艾佳・陳珂・李沁潔・林嘉佩・陳俊宏・陽青穎

ユニット曲担当
- 夢のカフェ（謝蕾蕾、陳雨琪、黄黎蓉）
- 9 to 9（張凱祺、羅寒月）
- Mc Queen（高源婧）
- メデューサの優しさは（張瓊予、朱怡欣、梁可）
- I'm not your girl（陳珂、曾艾佳、李沁潔、林嘉佩、陳俊宏）
- I wanna be your girl（謝蕾蕾、陽青穎）